# 철도 신호기
철도 신호기(鐵道信號機, 영어: Railway signal)는 기관사에게 열차의 진행, 정지 및 속도나 진로 등의 운전조건을 제시하여 주는 장치이다.  제시하는 방법은 색이나 형태로 표시하는데 열차의 안전운행을 확보하는데에 목적이 있다.

## 구조상 분류

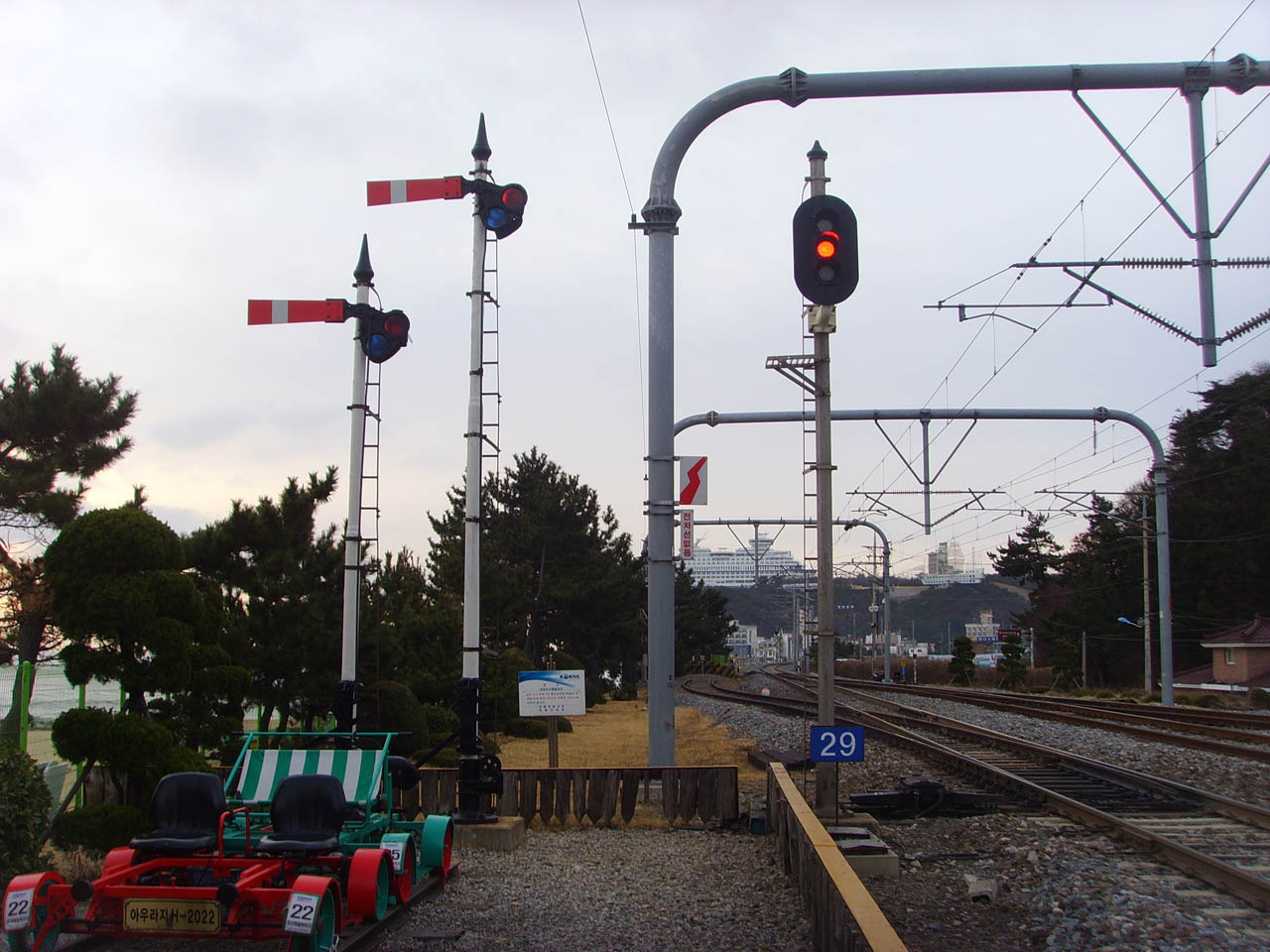
정동진역에 보존된 색등식 신호기와 완목 신호기

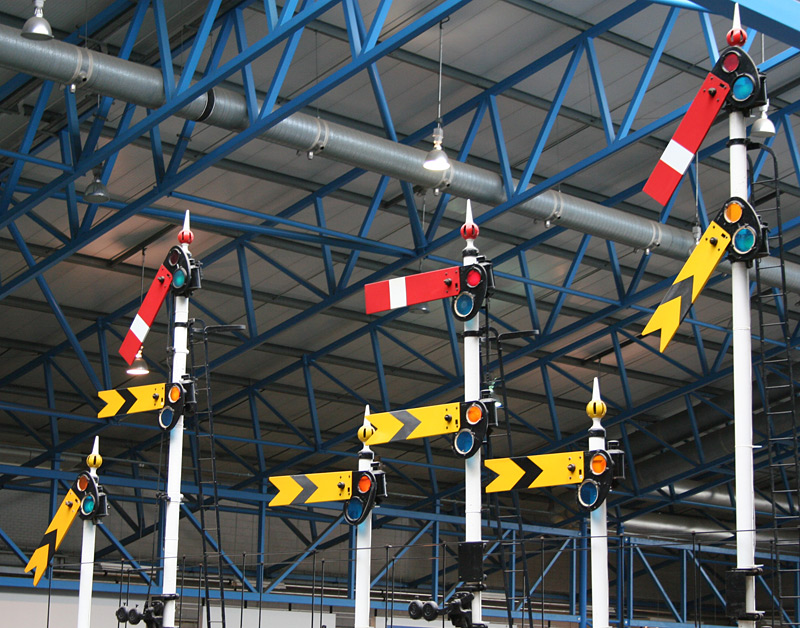
영국 요크의 국립철도박물관에 전시되어 있는 완목 신호기

다등형 3위식 색등식 신호기. 4현시 이상 현시가 가능하다.

### 완목식 신호기
완목식 신호기(Semaphore Signal)는 기계식 신호기로 완목의 위치, 형태, 색깔에 의해 열차의 운전 조건을 지시하는 신호기이다.  완목이 수평일 때는 정지신호를 나타내고 45도일 때는 진행신호를 나타내며, 야간에는 완목에 달려 있는 신호기등의 색깔에 따라 정지(적색) 또는 진행(녹색)를 나타낸다.  다시 말하면 주간과 야간에 따라 신호현시 방법이 다르며, 주신호기와 종속신호기에 사용된다.

### 색등식 신호기
색등식 신호기(Color Light Signal)는 색에 따라 신호를 현시하는 방식으로 주간 및 야간 모두 신호등의 색상 및 배치 위치에 따라 다르다.  단등형 신호기와 다등형 신호기가 있다.  전에는 신호기의 발광체로 전구를 많이 사용하였으나 점차적으로 발광다이오드형 신호기로 교체되고 있다.
단등형 신호기
단등형 신호기(Search-Light Type Signal)는 색등식 신호기의 한 종류로 신호등이 한 개만 있으며 내부에 고정된 전구에 적색, 등황색, 녹색의 색유리가 좌우로 움직여 신호를 현시하여 주는 신호기로서 현재는 사용하지 않는다.
다등형 신호기
다등형 신호기(Multi-Unit Type Signal)는 색등식 신호기의 한 종류로 신호기 부분에 녹색, 등황색, 적색 등을 수직으로 설치하여 2현시 이상으로 현시하는 신호기이다.

### 등열식 신호기
등열식 신호기(Position Light Signal)는 두 개 이상의 백색등을 사용하여 가로, 경사, 세로로 점등하여 신호를 현시하는 것으로 유도신호기, 중계신호기에 사용된다.

## 조작상 분류
수동 신호기(Manual Signal)
신호취급자에 의하여 신호 레버(Lever)를 조작하여 신호를 현시하는 신호기이다.  비자동구간의 신호기가 이에 해당된다.
자동신호기(Automatic Signal)
궤도 회로를 이용하여 열차 또는 차량의 궤도 점유에 따라 자동적으로 신호를 현시하는 것으로서 신호취급자가 조작할 수 없는 신호기이다.  자동폐색구간의 폐색신호기가 이에 해당된다.
반자동신호기(Semi-Automatic Signal)
궤도 회로를 이용하여 열차 또는 차량의 궤도 점유에 따라 자동적으로 신호를 현시하면서 신호취급자가 조작할 수 있는 신호기이다.  자동폐색구간의 장내신호기와 출발신호기가 이에 해당된다.

## 기능별 분류

### 상치 신호기

상봉역에서 망우역쪽으로 바라보는 방향에 설치된 신호기. 위에 있는 색등식 신호기는 장내 신호기이며, 밑에 있는 것은 진로표시기이다.

유도신호기

상치 신호기(Fixed Signal)는 신호확인이 쉽도록 지상 또는 지하의 고정된 장소에 설치되어 있는 신호기이다.  사용 목적에 따라 주신호기와 종속신호기, 신호부속기로 분류된다.

### 주 신호기
주 신호기(Main Signal)는 일정한 방호구역을 가지고 있는 신호기이다.

#### 장내 신호기
장내 신호기(Home Signal)는 정거장에 진입할 열차에 대하여 정거장 구내로 진입 가부를 지시하는 신호기이다.

#### 출발 신호기
출발 신호기(Starting Signal)는 정거장에서 출발하는 열차에 대하여 정거장 바깥쪽으로 진출 가부를 지시하는 신호기이다.

#### 폐색 신호기
폐색 신호기(Block Signal)는 폐색 구간에 진입할 열차에 대하여 폐색 구간의 진입 가부를 지시하는 신호기이다.

#### 엄호 신호기
엄호 신호기(Protecting Signal)는 방호가 필요한 지점을 통과할 열차에 대하여 신호기 안쪽으로의 진입 가부를 지시하는 신호기이다.

#### 유도 신호기
유도 신호기(Caller Signal)는 같은 진로상의 장내신호기가 정지신호를 현시하여도 유도를 받을 열차에 대하여 신호기 안쪽으로 진입할 것을 지시하는 신호기이다.

#### 입환 신호기
입환 신호기(Shunting Signal)는 입환 차량에 대하여 신호기 안쪽으로의 진입 가부를 지시하는 신호기이다. 

#### 종속 신호기
종속 신호기(Subsidiary Signal)는 주신호기가 현시하는 신호의 확인거리를 보충하기 위해 그 외방에 설치하는 신호기이다.
중계신호기(Repeating Signal)
주 신호기의 현시 상태를 예고하여 주고 확인거리 부족에 따른 신호를 중계하기 위하여 설치한 신호기이다.  자동구간의 장내, 출발, 폐색, 엄호신호기에 종속되며, 요즘 들어서는 비자동 구간에도 중계신호기를 설치한다. 등열식 신호기의 경우 정지중계는 백색등열(3등) 수평, 제한중계는 백색등열(3등) 좌하향 45도, 진행중계는 백색등열(3등) 수직을 현시한다.
원방신호기(Distance Signal)
장내신호기의 현시의 상태를 예고하여 주는 신호기이다.  비자동구간의 장내신호기에 종속되며, 주신호기가 진행일 때는 진행신호를 현시하고 주신호기가 정지신호를 현시할 때는 주의 신호를 현시한다.
통과신호기(Passing Signal)
기계식 장내신호기의 하단에 설치하여 정거장의 통과 여부를 지시하는 신호기이다.  출발신호기에 종속되어 있다.
입환중계신호기(Shunt Repeating Signal)
입환신호기에 종속되며 그 외방에서 주체신호기의 신호현시를 확인하기 곤란할 경우 설치하는 신호기이다.

#### 신호부속기
신호부속기(Signal Appendant)는 주신호기에 부속하여 그 신호기의 지시조건을 보완하는 장치를 말한다.
진로표시기(진로선별등)
장내, 출발, 입환신호기등에 사용되며 좌진로, 중앙진로, 우진로의 3진로만 표시되는 등렬식과 2진로 이상의 여러 진로를 문자로 표시하는 문자식 진로표시기가 있다.  주로 3개진로 이하일 경우에 등렬식을, 4진로 이상은 문자식을 사용한다.

### 임시 신호기
임시 신호기(Temporary Signal)는 선로의 고장이나 작업 등으로 인하여 열차가 정상적으로 운행할 수 없을 경우에 임시로 설치하는 신호기이다.
서행예고신호기(Slow Speed Approach Signal)
서행신호기 외방 400m 지점에 설치하여 전방에 서행신호기가 있음을 예고하는 신호기이다.
서행신호기(Slow Speed Signal)
열차의 운전속도를 제한하여 서행시키기 위하여 임시로 설치하는 신호기이다.
서행해제신호기(Slow Speed Release Signal)
서행 구역을 벗어나는 열차에 대하여 서행이 해제되었음을 지시하는 신호기이다.

### 수신호
수신호는 고장 또는 기타의 사유로 인하여 장내신호기, 출발신호기, 엄호신호기에 진행을 지시하는 신호를 현시할 수 없을 경우에 관계 선로전환기의 개통방향과 쇄정 상태를 확인하고 진행 수신호를 현시하는 것이다.

### 특수신호
특수신호(Special Signal)는 낙석, 낙뢰, 강풍, 또는 긴급히 열차를 방호하기 위하여 경계를 필요로 할 때 빛 또는 음향에 의해서 신호를 발생시키는 장치이다.

## 운영상 분류
절대신호기(Absolute Signal)
신호기의 현시조건을 절대적으로 존중하여야 하는 신호기로 장내, 출발, 엄호, 유도, 입환 신호기가 이에 해당된다.
허용신호기(Permissive Signal)
정지신호가 현시 되었을 경우에도 일단 정지한 후 서행으로 주의 운전할 수 있는 신호기이다.  자동폐색구간의 폐색신호기가 이에 해당되며, 절대신호기와의 구별을 목적으로 신호기 밑에 식별표지가 부착되어 있다.

## 현시별 분류
2위식 신호기(Two-Position System)
현시 방법을 정지 및 진행, 혹은 주의 및 진행으로 점등하는 방식의 신호기이다.  정지 및 진행 방식의 신호기는, 색등식 신호기의 경우 엄호, 유도, 입환 및 비자동구간의 출발신호기가, 완목식 신호기의 경우 장내, 출발 입환신호기가 해당된다.  주의 및 진행 신호기는 원방신호기가 해당된다.
3위식 신호기(Three Position System)
현시 방법을 정지(적색), 주의(등황색), 진행(녹색) 3색으로 점등시키는 신호기이다.  주로 신호기의 내방과 그 다음 외방구간의 상태를 표시한다.

## 사진

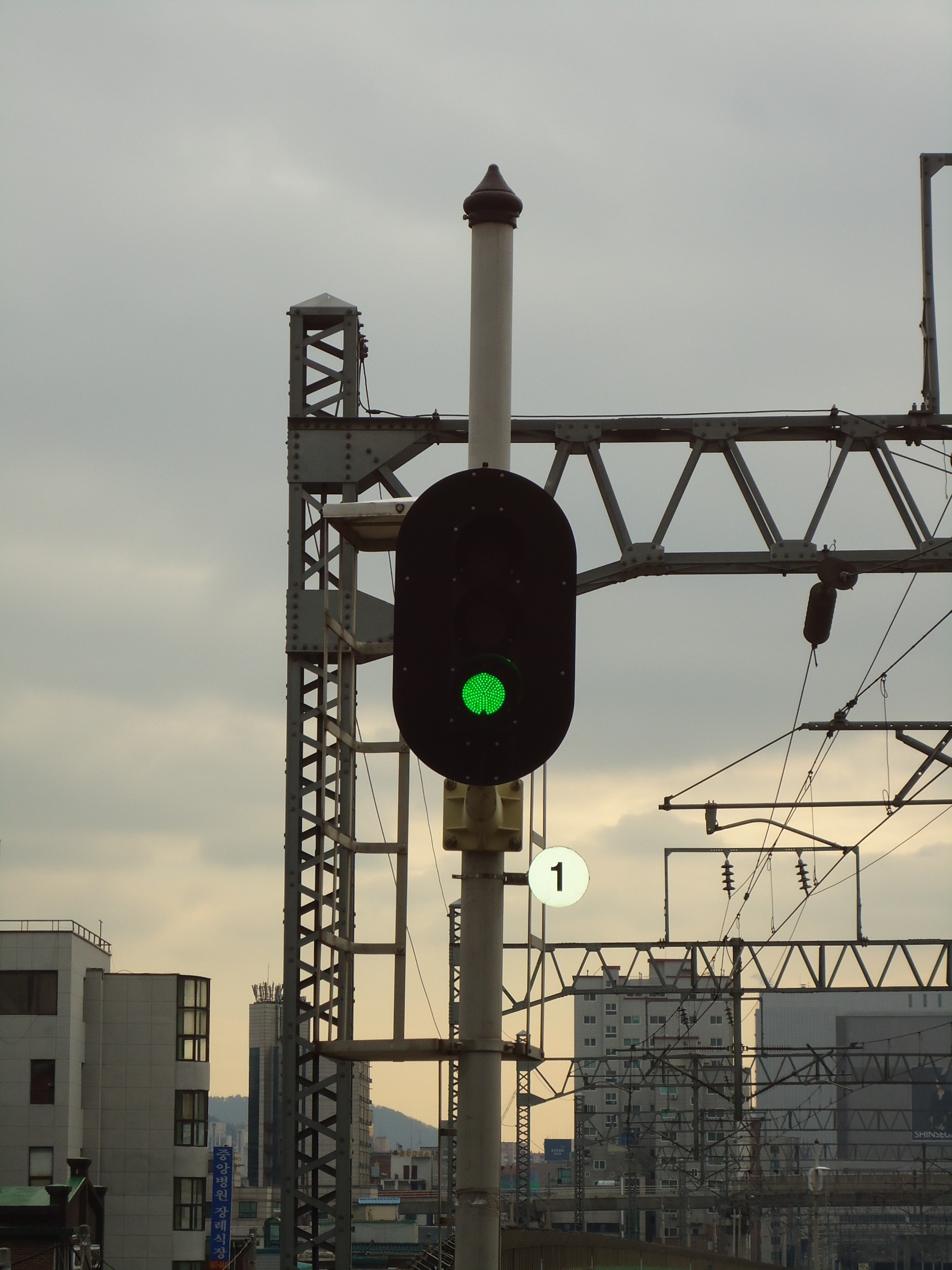
색등식 신호기-진행신호
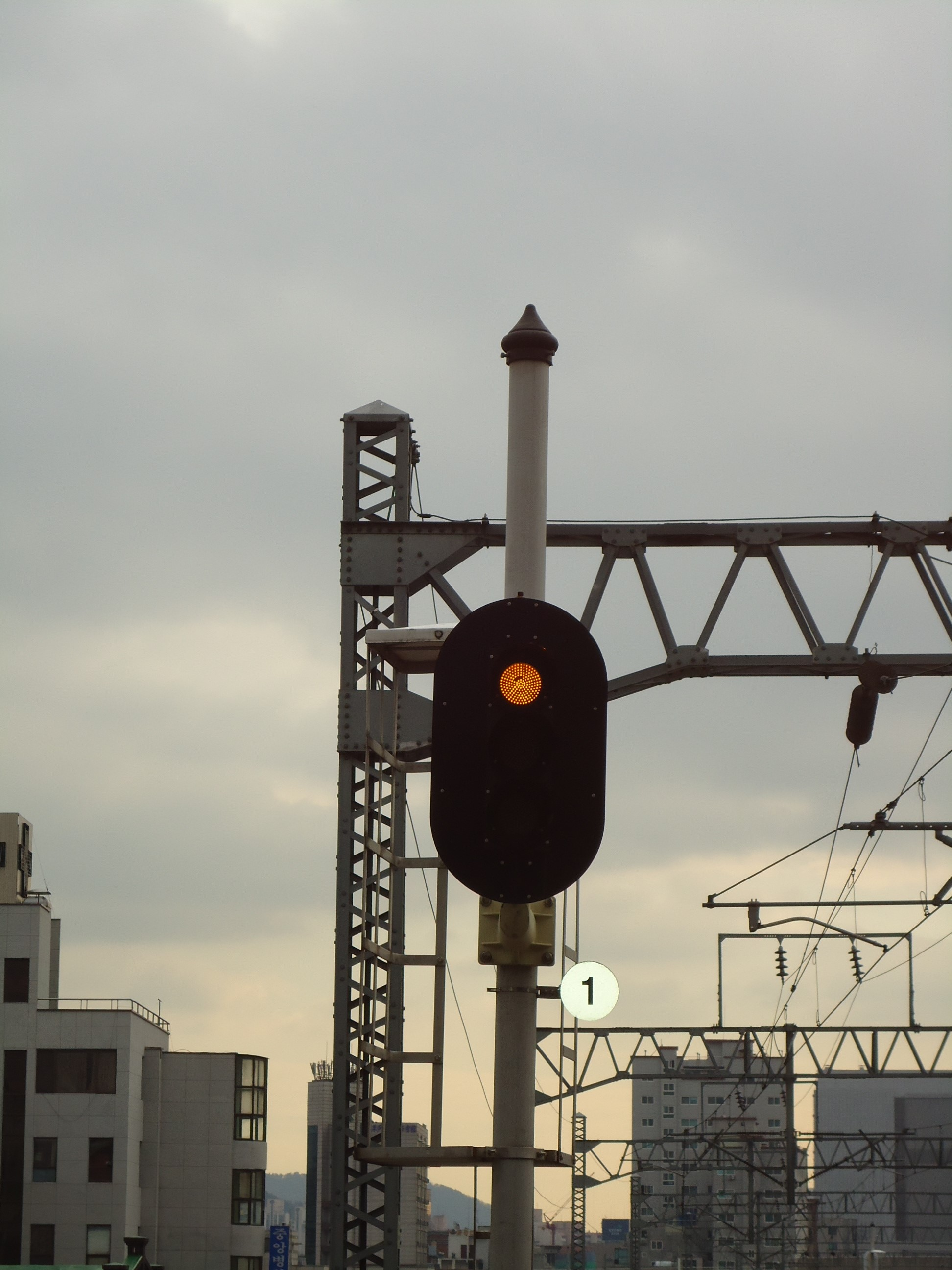
색등식 신호기-주의신호
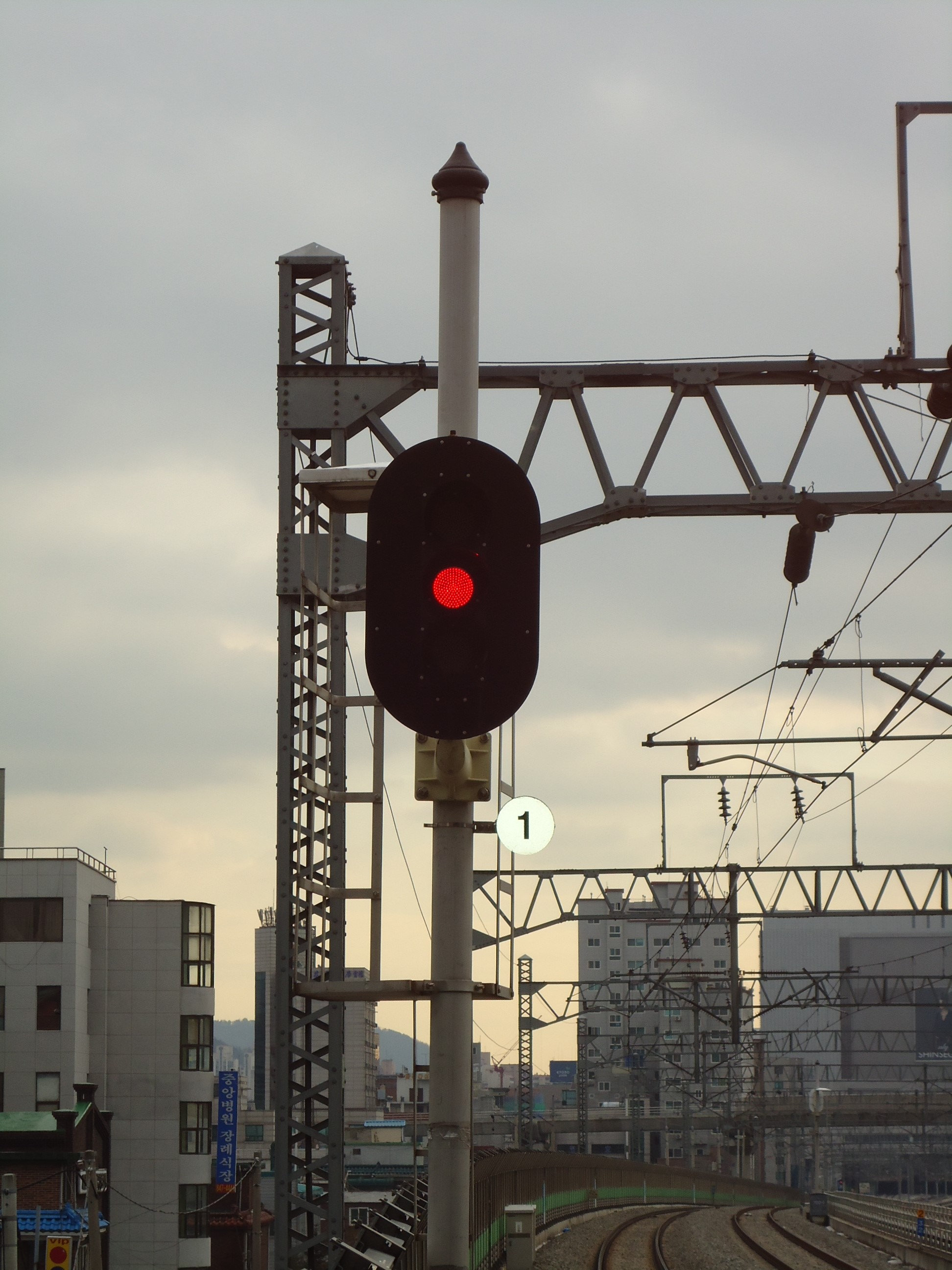
색등식 신호기-정지신호

## 참고 문헌
- 대한민국 철도청. 2004. 철도신호용어편람. 철도청(97쪽, 100쪽, 119쪽, 205쪽, 206쪽, 294쪽, 308쪽, 367쪽, 409쪽, 414쪽, 489쪽)
- 김영태. 2003. 신호제어시스템. 서울:테크미디어(14쪽 ~ 20쪽) (ISBN 89-89911-27-3)
- 박재영, 홍원식, 전병록. 2007. 철도신호공학.  서울:동일출판사(43쪽 ~ 52쪽) (ISBN 89-381-0510-5)
- 철도차량운전규칙 국가법령정보센터

## 같이 보기
- 자동 열차 정지 장치

1. ↑  “철도차량운전규칙 제84조 신호현시방식”.